# سمير نورييف
سمير رافيق أغلو نورييف (بالأذرية: Samir Nuriyev) هو رئيس إدارة رئيس جمهورية أذربيجان(منذ 1 نوفمبر، 2019) 
 و رجل دولة وسياسي، رئيسا في اللجنة الحكومية للتخطيط العمراني والعمارة لجمهورية أذربيجان(2018-2019)، رئيسا لإدارة محمية المدينة القديمة التاريخية والمعمارية التابع مجلس وزراء جمهورية أذربيجان(2013-2016).

## حياته
ولد سمير نورييف في 9 مارس لعام 1975 بمدينة باكو. تخرج من جامعة أذربيجان التقنية، وتخصص في مهندس-الاقتصادي من كلية الأعمال التجارية والإدارة مع مرتبة الشرف في 1996.
ثم واصل تعليمه في جامعة ديوك بالولايات المتحدة على تخصص سياسة التنمية الدولية وحصل درجة ماجستير في 2003-2005. 

## المسئوليات والوظائف
- بين 1996-2003 عمل سمير نورييف في منصاب عالم اقتصادي ومديرة تسويق ومنسق مشروع بالقطاع الخاص والمنظمات الدولية.

بالإضافة إلى عمل كمستشار اداري في مكتب أذربيجان برنامج الأمم المتحدة الإنمائي بين 2000-2001. 
- في 2006 تم تعيين سمير نورييف ريئسا في قسم الأعمال والتنمية بوزارة الاقتصاد في جمهورية أذربيجان.

- في 2009 بموجب القرار لرئيس جمهورية أذربيجان تم تعيين سمير نورييف نائب الرئيس لإدارة محمية المدينة القديمة التاريخية والمعمارية [6] التابع مجلس وزراء جمهورية أذربيجان ومنذ 2013 رئيسا في نفس الإدارة.

- في 12 أبريل لعام 2016 بموجب القرار لرئيس جمهورية أذربيجان تم تعيين سمير نورييف رئيسا في مؤسسة السكن الحكومية[7] التابع لرئيس جمهورية أذربيجان.

- في 14 فبراير لعام 2018 بموجب القرار لرئيس جمهورية أذربيجان تم تعيين سمير نورييف رئيسا لمجلس إدارة من مؤسسة السكن الحكومية لجمهورية أذربيجان.

- في 21 أبريل لعام 2018 بموجب القرار لرئيس جمهورية أذربيجان تم تعيينه رئيسا في اللجنة الحكومية للتخطيط العمراني والعمارة لجمهورية أذربيجان.

- في 1 نوفمبر لعام 2019 بموجب القرار لرئيس جمهورية أذربيجان تم تعيين سمير نورييف رئيسا في إدارة رئيس جمهورية أذربيجان.[8]

## أنظؤ أيضا
- إدارة رئيس جمهورية أذربيجان